# Steinhardt Antal
Steinhardt Antal, teljes születési nevén Steinhardt Antal Ignác (Pest, 1856. június 1. – Budapest, 1928. július 27.) magyar építész.

## Élete

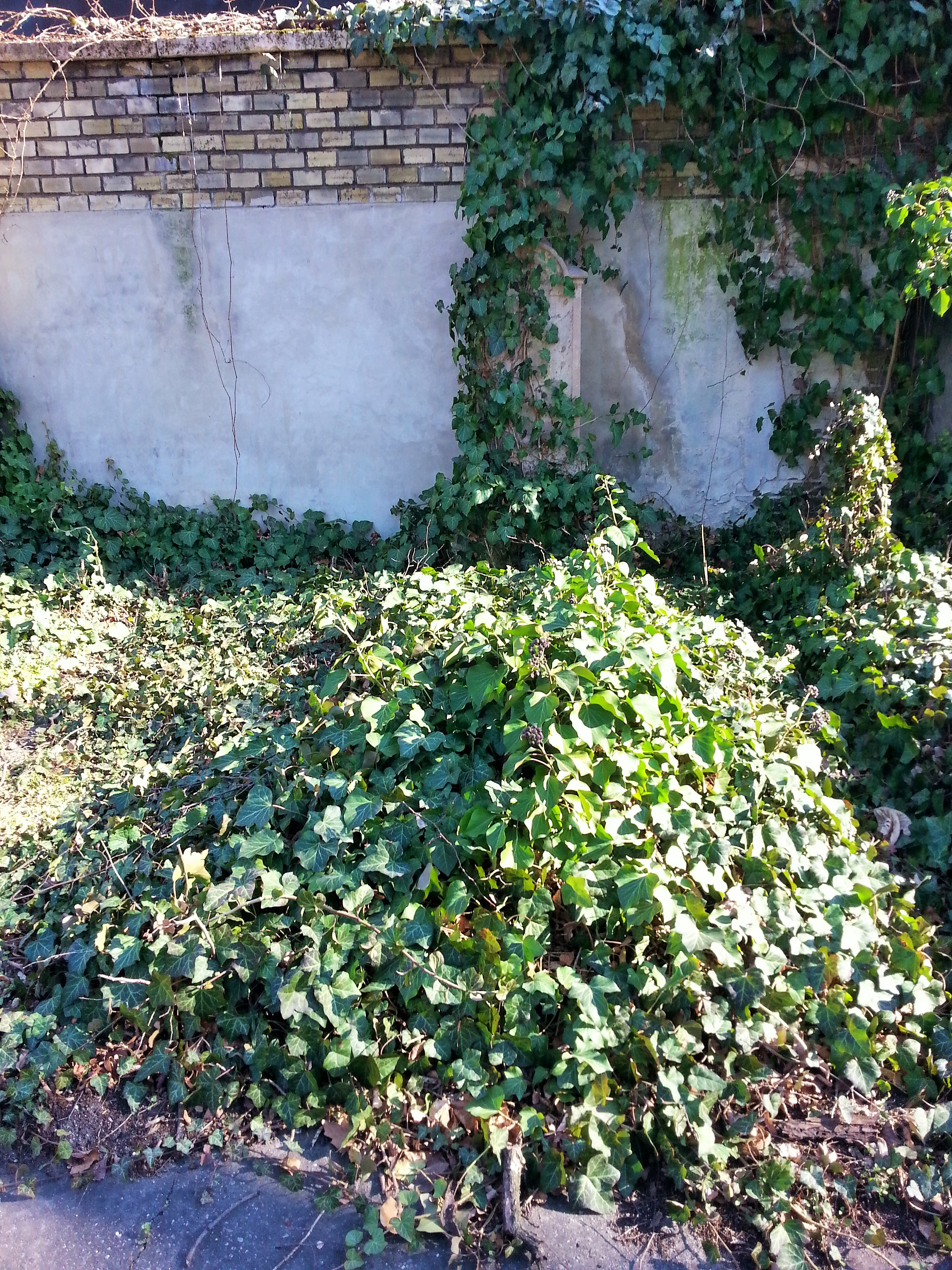
Steinhardt Antal sírja

Steinhardt Antal kereskedő és Anterl Franciska fiaként született. 1876-tól a Stuttgarti Egyetemen tanult, később német, olasz és francia területeken tett tanulmányutakat. Magyarországra való visszatérés után, 1887-ben honosíttatta építészi oklevelét. Valószínűleg ezt követően Kauser József mellett dolgozott, majd 1890 és 1895 között Láng Adolffal közösen tervezett épületeket. 1895 után egyedül dolgozott.
Több középületet tervezett Lánggal és egyedül is. Emellett számos magánrendelést is kapott, de ezeknek ma már csak egy részéről van ismeret. Több terven építőmesterként szerepel, azaz valószínűleg ő látta el a kivitelezői feladatokat is. Tagja volt a Fővárosi Kereskedelmi Hitelintézet igazgatói tanácsának, és a Főváros Középítészeti Tanácsának is. 1917 és 1925 között a Fővárosi Közmunkák Tanácsában műszaki tanácsosi feladatokat látott el.  Részt vett szakértőként az Erzsébet-híd építése során megsérült Belvárosi plébániatemplom felmérési munkáiban.
Az 1920-as évekre elszegényedett, és bár továbbra is kapott megbízásokat, 1928-ban önkezével (pisztolylövéssel) vetett véget életének.
A Fiumei úti sírkertben helyezték nyugalomra (jobb oldali falsírboltok, 474. szám).
Épületeit francia neoreneszánsz és neobarokk stílusban alkotta meg.

## Ismert épületei

### Láng Adolffal közös munkák

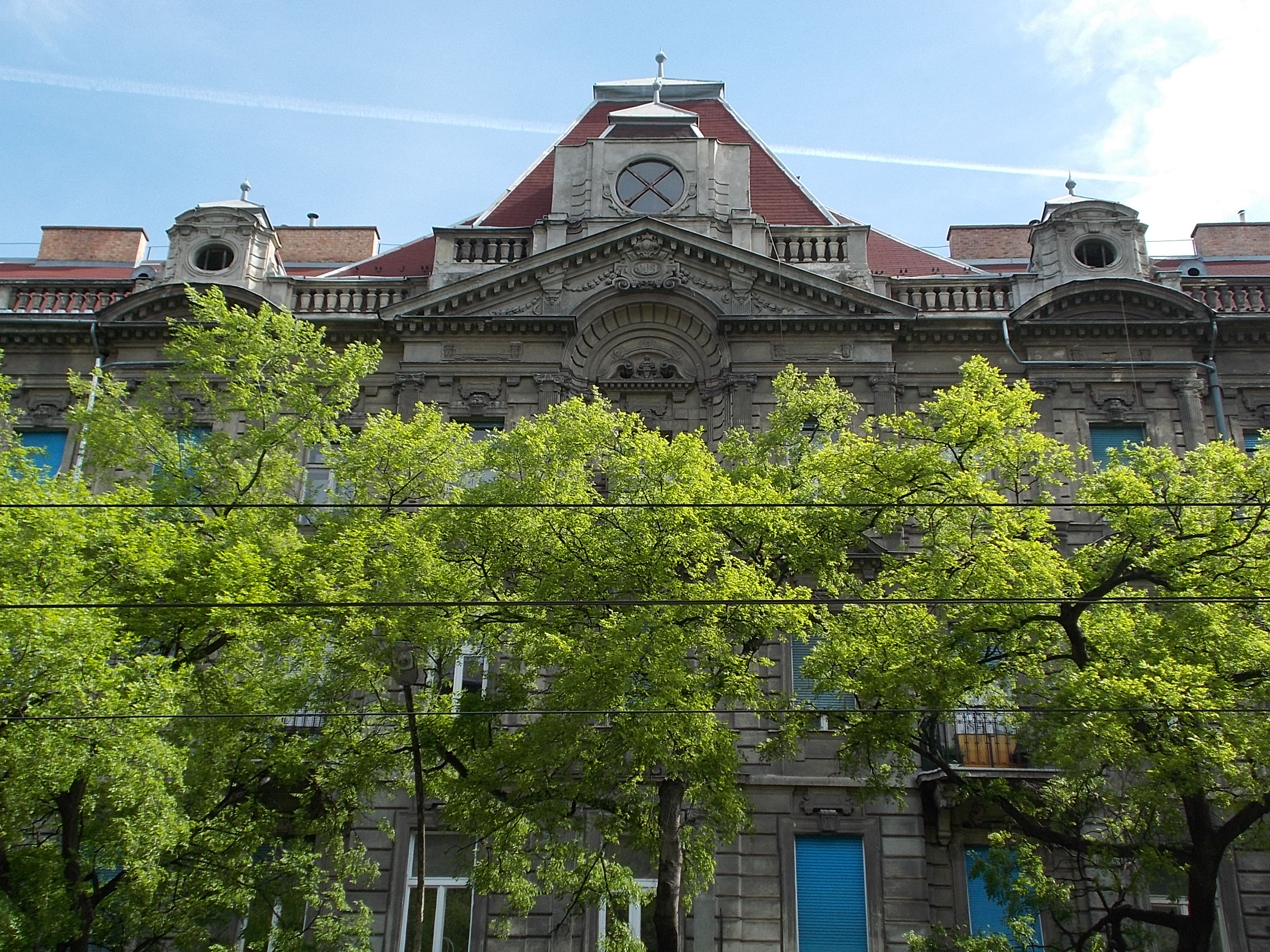
Chmel-Deutsch ház

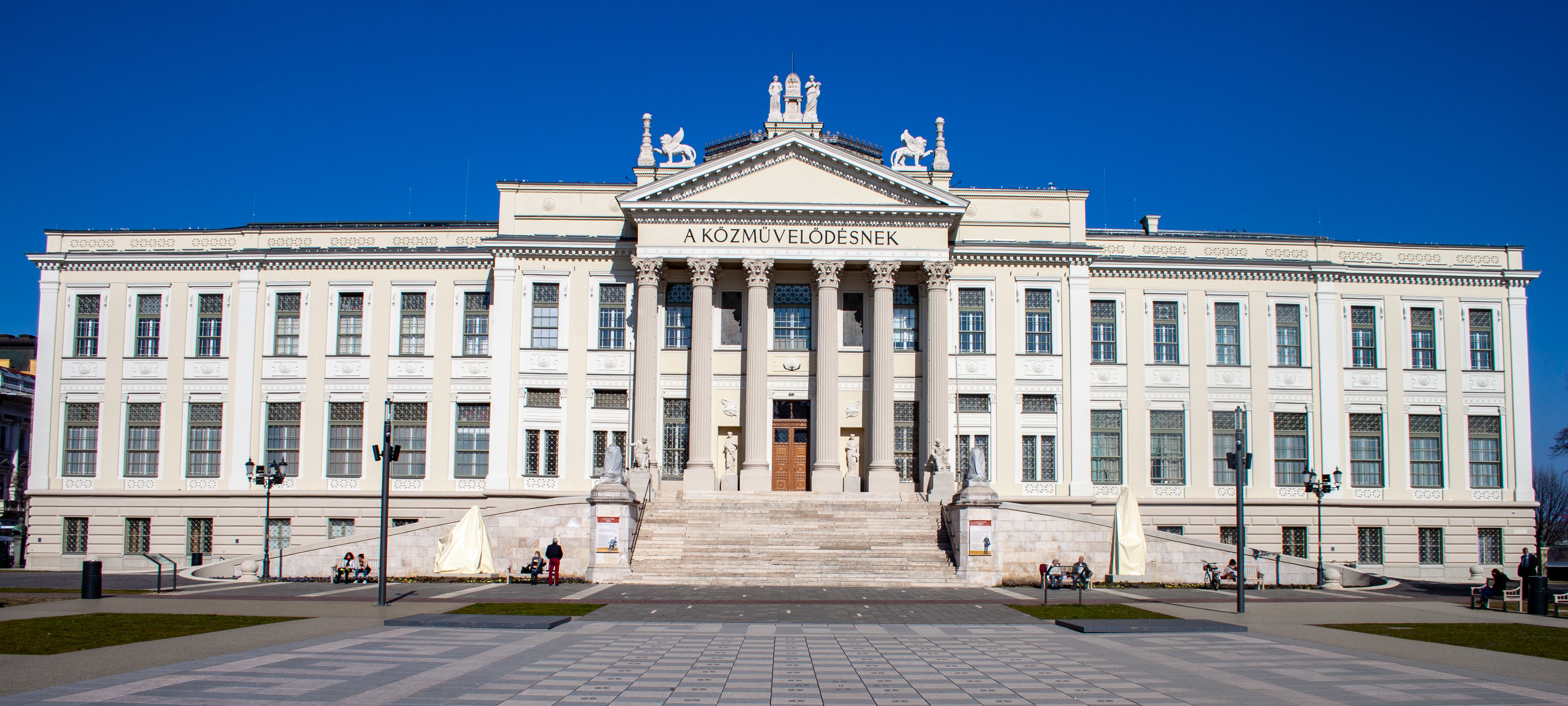
Móra Ferenc Múzeum

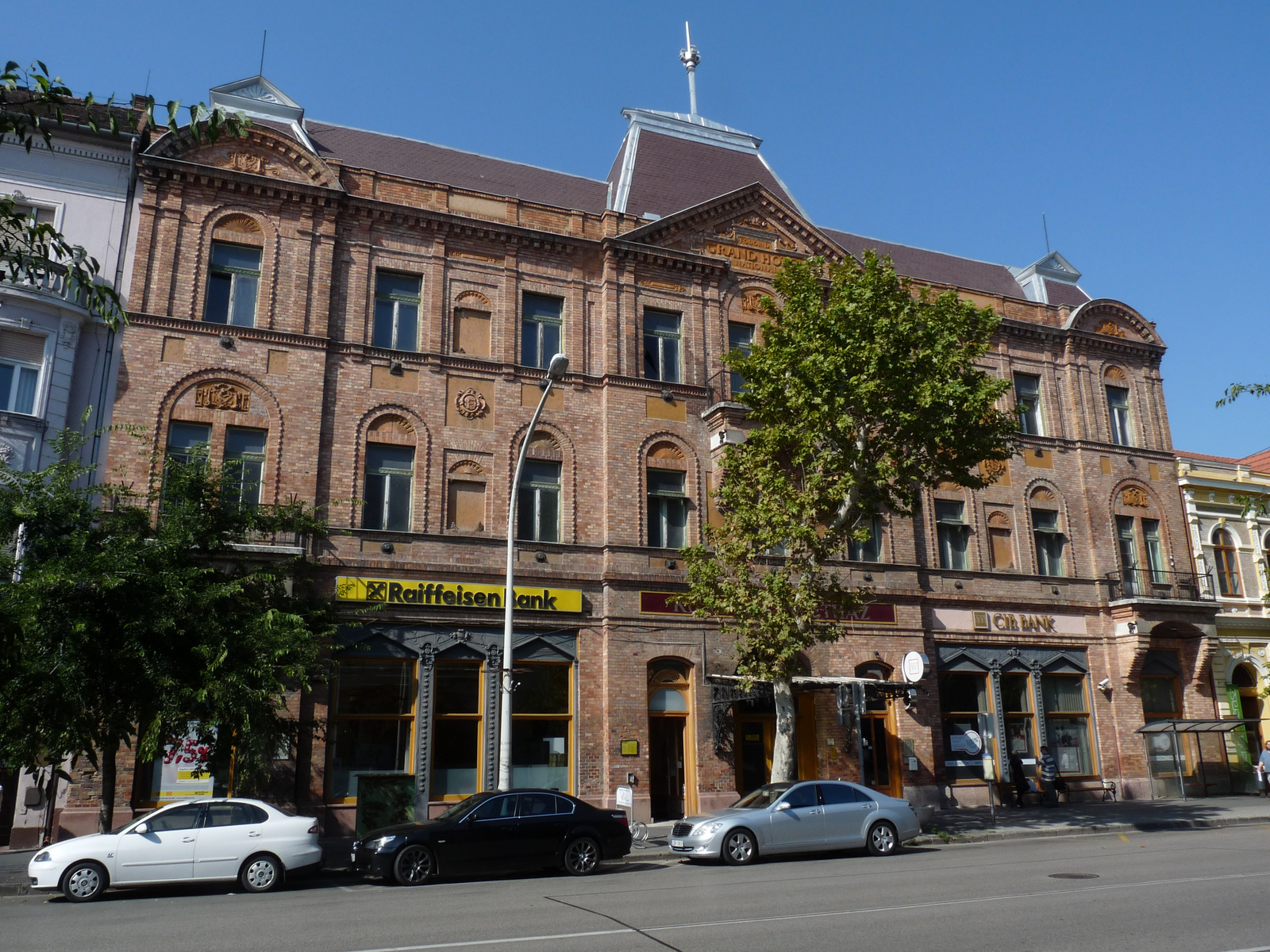
Nemzeti Szálló, Szolnok

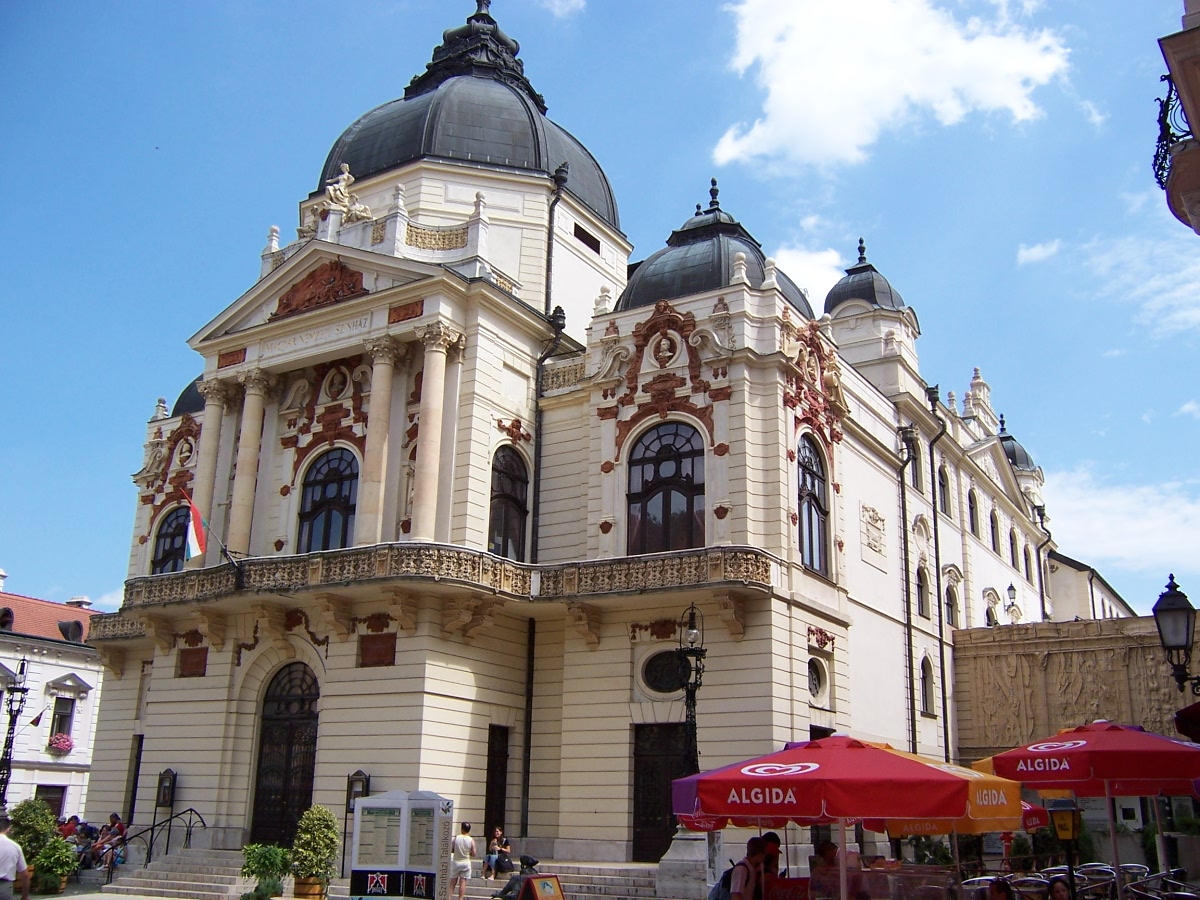
Pécsi Nemzeti Színház

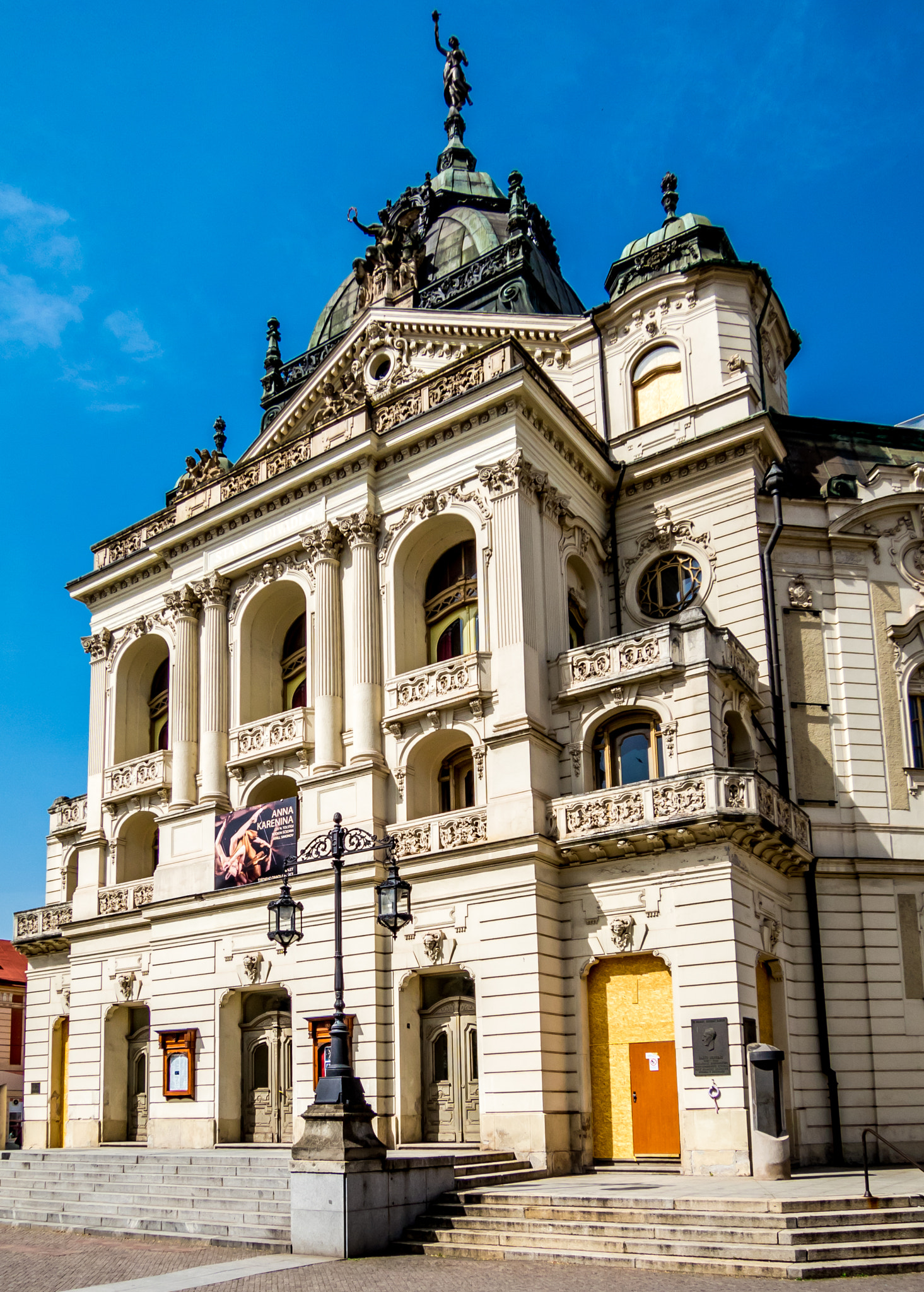
Kassai Nemzeti Színház

- 1890–1895: Pécsi Nemzeti Színház, Pécs, Színház tér 1.[13]
- 1891: Chmel-Deutsch ház, Budapest, Erzsébet körút 15.[14]
- 1892–1896: Gőzfürdő (ma: Anna fürdő), Szeged, Tisza Lajos krt. 24.[15]
- 1893–1896: Kultúrpalota (ma: Móra Ferenc Múzeum), Szeged, Roosevelt tér 1-3.[16]
- 1893–1899: Kassai Nemzeti Színház, Kassa[17]
- 1894: Vas-, fém- és építőipari csarnok, Budapest, Városliget (az 1896-os millenniumi ünnepségekre készült ideiglenes épület, a kiállítás után elbontásra került)[18]
- 1895: Nemzeti Szálló, Szolnok, Szapáry utca 22.[19]

### Önálló munkák
- 1896: Sas és Körtai Rt. bérháza, Budapest, Kalap u. 156. (hrsz.)[10]
- 1896: Kramer Miksa és Kiss Ferenc bérháza, Budapest, Magyar u. 315. (hrsz.)[10]
- 1896–1897: Budapesti Katolikus Kör palotája (ma: Országos Idegennyelvű Könyvtár), Budapest, Molnár utca 11.[9][20]
- 1897: Molnár Albert bérháza, Budapest, Borz u. 163. (hrsz.)[10]
- 1897: Kass János Vigadója, Szeged (1916-ban Baumhorn Lipót tervei alapján szállodává építették át)[10]
- 1899: Országos Tisztviselők Egyesületének palotája, Budapest, Eszterházy utca 4.[10][21]
- 1899: Kőbányai Társaskör kaszinója, Budapest, Jászberényi út 7.[10][22] – az épületet 1976-ban lakossági tiltakozás ellenére lebontották[23]
- 1901: Mutschenbacher Béla bérháza, Budapest, Váci u. 41/b.[10][24]
- 1904: kastény, Mernye[10]
- 1905: polgári iskola (ma: Soproni Petőfi Sándor Általános Iskola), Sopron, Halász u. 25.[10][25]
- 1911: bérház, Budapest, Ráday u. 63.[26]
- 1928: Budapesti Sertésközvágóhíd kibővítése, Budapest, Gubacsi út 6/a-b. (csak tervezet?)[11]

### Tervben maradt épületek
- 1891: Iparművészeti Múzeum, Budapest[27]
- 1904: főgimnázium és társház, Nagykanizsa[11]
- 1908: Pesti Hazai Első Takarékpénztár[11]

### Átalakítások
- 1904: Népszínház, Budapest[10]
- 1905: Vigadó, Budapest[10]

## Egyéb hivatkozások
- https://pkk.piarista.hu/system/files/field/edokumentum/2022/mpm04-kalazantinum-web.pdf